# Герра, Хави
Хавье́р "Ха́ви" Ге́рра Море́но (исп. Javier "Javi" Guerra Moreno; 13 мая 2003, Хилет, Испания) — испанский футболист, полузащитник клуба «Валенсия».

## Клубная карьера
Герра начинал карьеру в академии «Вильярреала», но в 2019 году присоединился к академии «Валенсии». 14 мая 2021 года он подписал первый профессиональный контракт с «оранжевыми» сроком до 2024 года.
16 января 2022 года Хавьер дебютировал за основную команду «Валенсии» в матче кубка Испании против клуба «Атлетико Балеарес». 16 апреля он впервые сыграл в чемпионате Испании, выйдя на замену, в матче против «Севильи».

## Карьера в сборной
В августе 2021 года Герра вызывался в сборную Испании (до 19 лет).